# 129
129 је била проста година.

## Догађаји
- Легија Аугуста је изградила утврђење Нумидију у Ламбаесису.
- Цар Хадријан наставља своја путовања, сада прегледајући Карију, Кападокију и Сирију.
- Епископ Диоген долази на место епископа византијског Елевтерија.

## Смрти
- 19. јун – Јустус Александријски, епископ Александрије
- Краљ Партског царства Хозроје I од Партије